# Idrottsföreningen Kamraterna
Idrottsföreningen Kamraterna (со швед. — «Товарищество спортивных объединений»), сокращённо IFK или ИФК, — общество спортивных клубов из Швеции.
IFK было создано в 1895 году группой студентов под руководством Луи Зеттерстена (швед. Louis Zettersten) как общенациональная сеть спортивных клубов (в те времена в Швеции не было общенациональных спортивных организаций). В рамках этого был основан центральный клуб в Стокгольме и было создано несколько клубов в других городах.
В 1901 году была создана центральная управляющая организация, забравшая функции по управлению IFK у стокгольмского клуба. Помимо Швеции, позднее было создано 8 клубов в Финляндии под эгидой IFK, в современное время они организованы отдельно. Ранее также существовали клубы IFK в Норвегии и Дании.
По состоянию на 2004 год в IFK входит 164 спортивных клуба, в которых состоят около 100 тысяч человек.
Одним из наиболее успешных футбольных клубов из IFK является ИФК Гётеборг, дважды выигрывавший Лигу Европы УЕФА с 1980-х годов. Среди хоккейных клубов из IFK наиболее успешным является ХИФК из Хельсинки, который 7 раз выигрывал Финскую хоккейную лигу.

## Некоторые клубы
- ИФК Гётеборг
- ИФК Лулео
- ИФК Мальмё
- ИФК Норрчёпинг
- ИФК Сундсвалль
- ИФК Уддевалла
- ИФК Эскильстуна